# Ranibas (Sindhuli)
Ranibas (nep. रानिबास) – gaun wikas samiti w środkowej części Nepalu w strefie Dźanakpur w dystrykcie Sindhuli. Według nepalskiego spisu powszechnego z 2001 roku liczył on 895 gospodarstw domowych i 5119 mieszkańców (2602 kobiet i 2517 mężczyzn).